# Байгузинское месторождение бурых углей
Байгузинское месторождение — месторождение бурого угля в Байгузинском сельсовете Ишимбайского района Башкортостана в 9 км восточнее города Ишимбай. Не разрабатывается.
Одно из 54 месторождений Южно-уральского угольного бассейна, которое начало формироваться в позднем олигоцене (тюльганская свита), достигло максимума в раннемиоценовое время (куюргазинская свита) и сформировалось в позднем миоцене (ушкатлинская свита). Сам процесс формирования угленосных формаций реализовывался на фундаменте, представленном красноцветными пермскими отложениями.